# Semitogea angolana
Semitogea angolana är en stekelart som beskrevs av Heinrich 1968. Semitogea angolana ingår i släktet Semitogea och familjen brokparasitsteklar. Inga underarter finns listade i Catalogue of Life.